# Myrmecaelurus solaris
Myrmecaelurus solaris är en insektsart som beskrevs av Krivokhatsky 2002. Myrmecaelurus solaris ingår i släktet Myrmecaelurus och familjen myrlejonsländor. Inga underarter finns listade i Catalogue of Life.